# José de Rodrigues Martins
José de Rodrigues Martins (Genova, ... – ...; fl. XX secolo) è stato un calciatore brasiliano.
Nato a Genova ma di nazionalità brasiliana, era il figlio del console del Brasile del capoluogo ligure, noto spesso solo come Martins.

## Carriera
Cresciuto calcisticamente nel Genoa, con la squadra riserve dei rossoblu nel 1904 vinse la Seconda Categoria, il campionato per seconde squadre alla sua prima edizione, battendo nella finale del 17 aprile 4 a 0 la Juventus II, incontro nel quale segnò anche due reti.
Esordì in prima squadra nel 1905 nel derby casalingo del 5 febbraio pareggiato per 0 a 0 contro l'Andrea Doria.
In prima squadra giocò nel biennio 1905-1906 prima di lasciare l'attività agonistica.
Primo brasiliano nel campionato italiano, è ricordato per la sua buona tecnica e per la sua abilità a dribblare gli avversari.

## Palmarès

### Calciatore

#### Club

##### Competizioni nazionali
- Seconda Categoria: 1

Genoa II: 1904